# Jessie Fleming
Jessie Fleming (London, 11 marzo 1998) è una calciatrice canadese, centrocampista del Portland Thorns e della nazionale canadese.

## Biografia
Fleming è nata a London, Ontario, da Michaele e John Fleming, entrambi originari di Toronto. secondogenita dopo il fratello Tristan, con cui cresce assieme alla sorella minore, Elysse. Stimolata fin da giovanissima a praticare sport, oltre a gareggiare nel calcio, si avvicina ad altre numerose discipline sportive, come hockey su ghiaccio (anche in una lega maschile full contact), atletica leggera e sci di fondo. Ha iniziato a giocare a calcio all'età di tre anni, vestendo la maglia del Nor'West Optimist Soccer Club con sede a Londra, dove è rimasta fino al 2016.
All'inizio del asu percorso scolastico Fleming ha frequentato la Ryerson Public School, dove è rimasta imbattuta nello sci di fondo per tutta la sua carriera scolastica. Ha continuato a frequentare la London Central Secondary School dal Grade 9 al Grade 10, dove ha gareggiato nei tornei dell'Ontario Federation of School Athletic Associations (OFSAA) di atletica leggera e corsa campestre. Nel 2012, ha vinto la gara di 4000 m per ragazze alle prime armi ai Campionati di sci di fondo OFSAA. L'anno successivo, ha gareggiato ai Campionati di atletica leggera OFSAA, vincendo sia i 1500 m che i 3000 m femminili. Detiene ancora il record dei 1500 m nella categoria midget women's. Nel 2014 ha gareggiato di nuovo ai Campionati di atletica leggera OFSAA, vincendo una medaglia d'oro nella gara junior femminile sui 3000 m e una medaglia d'argento nella gara junior sui 1500 m femminile. È passata alla scuola secondaria H. B. Beal per i gradi 11 e 12 e si è laureata nel 2016.

## Carriera

### Calcio universitario

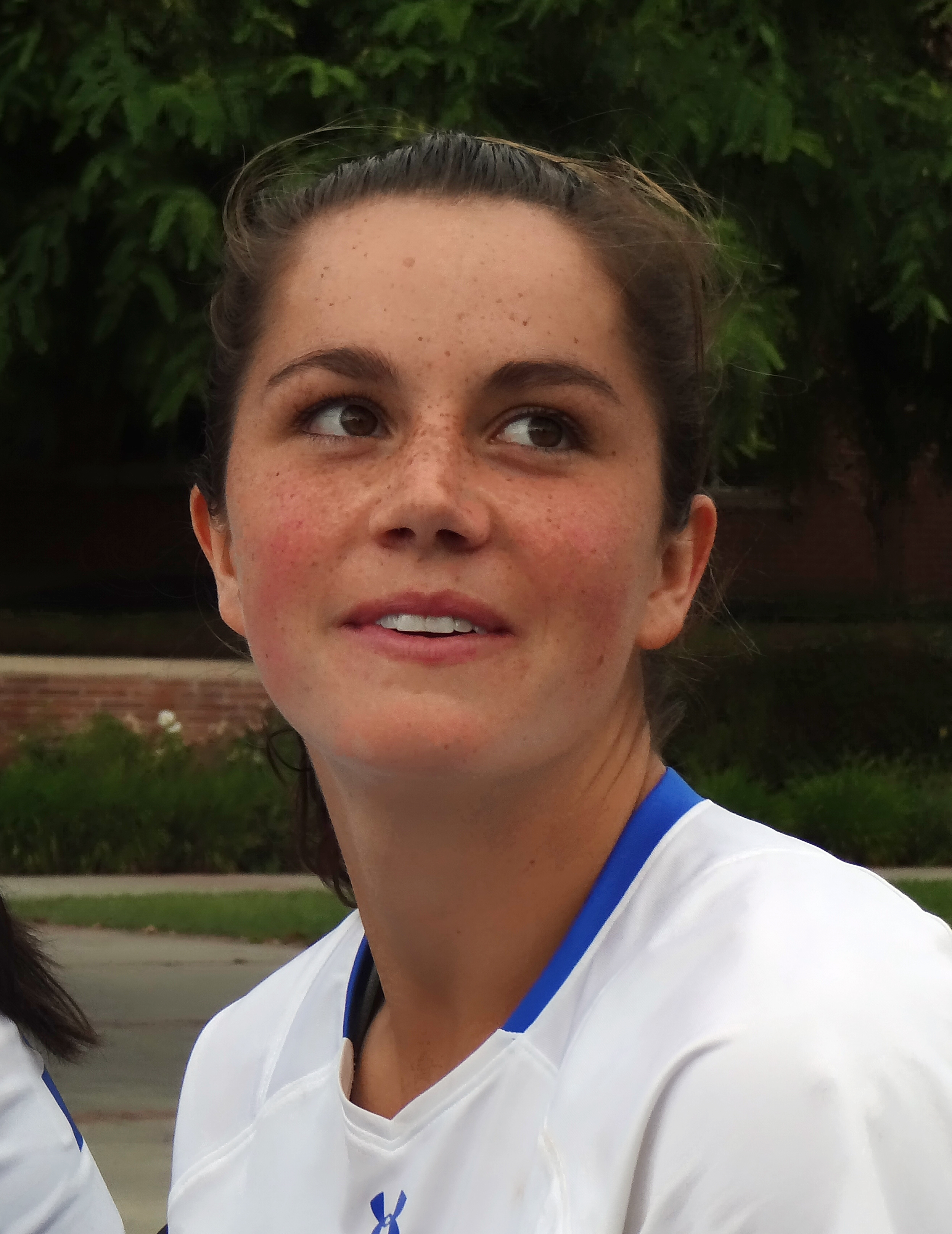
Fleming in tenuta.

Per perfezionare gli studi Fleming decide di trasferirsi negli Stati Uniti d'America, iscrivendosi all'Università della California a Los Angeles nel 2014 per unirsi alla sua squadra di calcio femminile universitario, le UCLA Bruins, nel 2016, disputando la Division I della National Collegiate Athletic Association (NCAA). Ha giocato la sua prima partita il 28 agosto, meno di 10 giorni dopo aver aiutato il Canada a vincere una medaglia di bronzo ai Giochi Olimpici, segnando due volte nella sconfitta per 4-3 con le avversarie del Florida Gators. La sua facilità di andare in porta è continuata mentre ha segnato 7 gol nelle sue prime 6 partite da giocatrice del college. È apparsa in 19 incontri, dei quali 16 da titolare, e si è conclusa come capocannoniere della squadra con 11 gol e 5 assist, per un totale di 27 punti. Fleming è stata una delle sole due matricole a ricevere trofei All-America nel 2016, essendo stata selezionata per la terza squadra della NSCAA All-America. È stata selezionata come matricola dell'anno dal sito TopDrawerSoccer.com e ha anche ottenuto il plauso della prima squadra della NSCAA All-Pacific Region, All-Pac-12 e All-Freshman. Al secondo anno, Fleming ha segnato 6 reti, tra cui tre vittorie, fornendo inoltre 8 assist, per un totale di 20 punti. Ha ottenuto un trofeo first-team All-America, ricevendo inoltre i riconoscimenti first-team All-West Region e All-Pac-12 per il secondo anno consecutivo. Dopo aver aiutato la sua squadra a raggiungere la finale della College Cup 2017 e aver segnato un gol nella partita di campionato, è stata selezionata come finalista per l'Hermann Trophy e scelta come una delle quattro nominate per il Honda Sports Award 2018 nella sezione calcio.
Sebbene abbia perso quasi metà della sua ultima stagione per gli impegni con la sua nazionale, Fleming ha comunque guadagnato il riconoscimento first-team All-Pac-12 per il terzo anno consecutivo ed è stata premiata second-team All-West Region dopo aver segnato 15 punti su 5 gol e 5 assist.

### Club
Nell'estate 2020 Fleming decide di affrontare la sua prima avventura professionale in Europa, firmando il 22 luglio un contratto triennale con le campionesse d'Inghilterra del Chelsea. Il 29 agosto ha fatto il suo debutto per le Blues come sostituto contro il Manchester City nel Women's FA Community Shield 2020 allo Stadio di Wembley. Il 9 dicembre ha esordito in UEFA Women's Champions League, nella vittoria per 5-0 sulle portoghesi del Benfica, scendendo per la prima volta in campo da titolare, una settimana dopo, nel vittorioso incontro di ritorno per 3-0 al Kingsmeadow. Il 27 gennaio 2021, Fleming ha fatto la sua prima partita da titolare in campionato, nella vittoria per 4-0 in trasferta contro l'Aston Villa al Banks's Stadium. Il successivo 14 marzo scende in campo da titolare giocando tutti i 90 minuti nella finale della FA Women's League Cup 2020-2021 vinta sulle avversarie del Bristol City al Vicarage Road.
Il 31 gennaio 2024, viene annunciato il suo trasferimento a titolo definitivo alle Portland Thorns, nella NWSL, con cui firma un contratto fino alla stagione 2026.

### Nazionale
Fleming viene convocata dalla Federcalcio canadese per rappresentare il suo paese con la formazione Under-17 impegnata nel campionato nordamericano di Giamaica 2013 e dove, scende in campo con la fascia di capitano, conduce la sua nazionale fino alla finale con il Messico, persa poi ai rigori. Durante il torneo sigla 3 reti, due nella fase a gironi e uno in semifinale contro la Giamaica, venendo nominata in quell'occasione Player of the Match in due dei cinque incontri disputati dal Canada. Di conseguenza, è stata nominata tra le migliori 11 giocatrici e premiata con il Pallone d'Oro come Most Valuable Player (MVP) del torneo.
Nel dicembre 2013, è stata scelta come una delle sei nominate per il trofeo Canadian U-17 Players of the Year.
Il risultato consente al Canada di accedere al Mondiale di Costa Rica 2014 dove la nazionale viene inserita nel "girone della morte" che comprendeva Corea del Nord, Germania e Ghana., Inserita nuovamente in rosa, Fleming scende in campo in tutte e quattro le partite della sua nazionale, segnando un gol nell'incontro pareggiato 2-2 con la Germania e fornendo un assist nella sconfitta nei quarti di finale contro il Venezuela.
Sempre nel 2014, appena sedicenne, viene convocata con la Under-20 che disputa il Mondiale casalingo di Canada 2014, risultando la seconda giocatrice più giovane della rosa canadese. Durante il torneo marca due presenze, contro Ghana e Finlandia, nella fase a gironi del torneo, prima di giocare tutti i 90 minuti nella partita dei quarti di finale contro la Germania. Nel dicembre 2014, è stata nominata giocatore canadese dell'anno U-17.
Fleming ha anche rappresentato il Canada al torneo di calcio femminile dei Giochi panamericani di Toronto 2015, dove la Canadian Soccer Association ha schierato una formazione sperimentale Under-23. Ha giocato ogni minuto del torneo, segnando un rigore all'88' nella finale per il terzo posto contro il Messico, che il Canada ha perso 2-1. Nel dicembre 2015 è stata nominata giocatrice canadese dell'anno U-20.
Nel frattempo Fleming aveva già indossato per la prima volta la maglia della nazionale maggiore, inserita dal commissario tecnico John Herdman nella rosa delle convocate del Torneio Internacional de Brasília 2013, quinta edizione del torneo ad invito brasiliano che in quell'occasione si svolse a Brasilia nell'inverno 2013. Debutta in quell'occasione, il 15 dicembre, all'età di 15 anni, quando è entrata come sostituto nel secondo tempo nella sconfitta per 1-0 con il Cile, diventando la seconda giocatrice più giovane ad aver mai giocato nella nazionale femminile canadese. In seguito viene chiamata in occasione della Cyprus Cup 2015, dove sigla la sua prima rete "senior" il 4 marzo 2015 nella vittoria per 2-0 sulla Scozia.

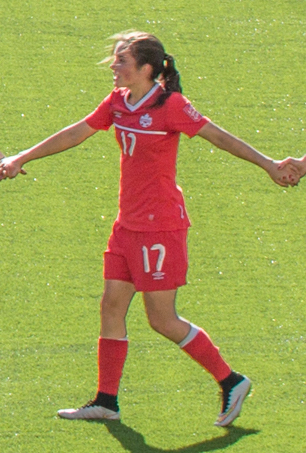
Fleming al Mondiale di Canada 2015.

In seguito Herdman continua a concederle fiducia, inserendola nella lista delle 23 convocate per il Mondiale 2015, in quell'edizione svoltosi in Canada annunciata il 27 aprile 2015, dove è ancora la calciatrice canadese più giovane in rosa. Fleming fa il suo debutto nel torneo il 6 giugno, nel primo degli incontri del gruppo A della fase a gironi, rilevando al 71' Desiree Scott nella partita vinta per 1-0 sulla Cina in piena zona Cesarini. Nove giorni più tardi scende in campo da titolare, giocando i primi 61' nell'ultimo incontro del girone eliminatorio, dove davanti ai 45 420 spettatori dello Stadio Olimpico di Montréal la sua nazionale, passata in vantaggio al 10', riesce a difendere negli ultimi minuti il pareggio per 1-1 con i Paesi Bassi, sufficiente per chiudere al primo posto il girone e accedere agli ottavi di finale. Di seguito, non essendo più impiegata, condivide con le compagne la vittoria per 1-0 con la Svizzera e la sconfitta per 2-1 per mano dell'Inghilterra ai quarti di finale.

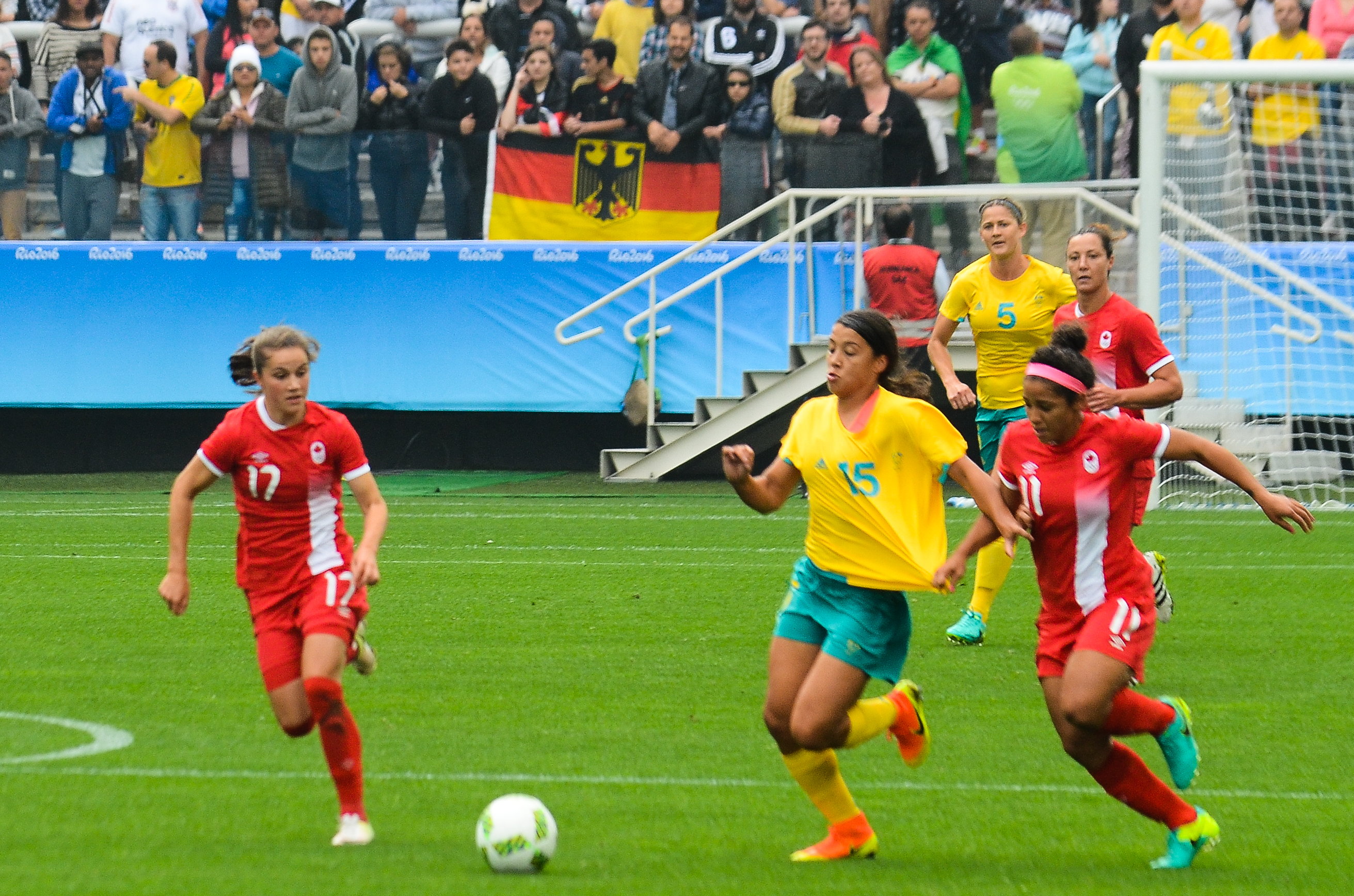
Fleming, sulla sinistra con il numero 17, durante la finale per il terzo posto con il alle Olimpiadi di Rio 2016.

L'anno successivo Herdman, dopo averne valutato le prestazioni in amichevole tra giugno e luglio con Brasile e Francia, decide di inserirla tra le 18 calciatrici (e 4 eventuali sostitute) in rosa con la squadra che affronta il torneo di calcio femminile dele  Olimpiadi di Rio 2016 In quell'occasione Fleming gioca tutti i 6 incontri disputati dalla sua nazionale, condividendo con le compagne il percorso che vede il Canada chiudere imbattuto il girone F della fase a gironi, superare la Francia per 1-0 ai quarti di finale, venire sconfitta 2-0 dalla Germania in semifinale, e infine conquistare la prima medaglia di bronzo olimpica battendo il Brasile per 2-1 nella finale per il terzo posto.
In seguito Fleming viene convocata con regolarità, selezionata per l'edizione 2017 dell'Algarve Cup dove il Canada deve difendere il titolo, raggiungendo la sua 50ª presenza il 7 marzo 2018, durante l'ledizione successiva, segnando il suo quinto gol in nazionale nella vittoria per 3-0 con la Corea del Sud, edizione dove la sua nazionale perde per 1-0 la finale con la Spagna.
Dopo aver giocato nuovamente le edizioni di Algarve Cup 2018 e 2019 e aggiudicandosi il secondo posto nel CONCACAF Women's Championship 2018, assicurandosi così l'accesso al Mondiale di Francia 2019, il selezionatore Kenneth Heiner-Møller decide di inserirla nella lista delle 23 calciatrici convocate in partenza per la Francia comunicata il 25 maggio 2019.
A fine giugno 2021 è stata convocata dalla selezionatrice Bev Priestman per far parte della rosa della nazionale canadese per il torneo di calcio femminile dei Giochi della XXXII Olimpiade, partecipando, così, alla sua seconda Olimpiade, rivelandosi determinante negli episodi che hanno consentito alla sua nazionale la conquista della sua prima medaglia d'oro olimpica. Il 2 agosto 2021, nell'incontro di semifinale con gli Stati Uniti, ha segnato l'unico gol, su calcio di rigore, della partita, ottenendo così la vittoria per 1-0 che ha consentito al Canada l'accesso alla sua prima finale olimpica. Fleming si ripete nella finale, andando a segno, sempre su rigore, al 67', ristabilendo la parità dopo che la Svezia era andata in vantaggio al 34' grazie alla rete di Stina Blackstenius. Dopo che l'incontro si è concluso senza ulteriori gol sia ai tempi regolamentari che ai supplementari, Fleming, prima rigorista designata per il Canada, non manca il centro superando nuovamente il portiere avversario Hedvig Lindahl, diversamente dalla sue compagne che falliscono il secondo, il terzo e il quarto tiro, ma ritrovando la parità al quinto e superando definitivamente le scandinave con il sesto rigore di Julia Grosso che chiude la partita con il Canada al suo primo Oro olimpico.

## Palmarès

### Club
- Campionato inglese: 2

Chelsea: 2020-2021, 2021-2022
- FA Women's Cup: 3

Chelsea: 2020-2021, 2021-2022, 2022-2023
- FA Women's League Cup: 1

Chelsea: 2020-2021
- FA Women's Community Shield: 1

Chelsea: 2020

### Nazionale
- Torneo Quattro Nazioni: 1

2015
- Algarve Cup: 1

2016
- Bronzo olimpico: 1

Rio de Janeiro 2016
- Oro olimpico: 1

Tokyo 2020